# Tyche (Planet)
Tyche ist ein hypothetischer Planet (Gasriese, Eisriese) im Sonnensystem in der Oortschen Wolke in einer Entfernung zur Sonne im Bereich 10.000–40.000 AE.

## Theorie
Erstmals erwähnt wurde ein solcher Planet 1999 von dem Astronomen John B. Murray (von der Open University in Großbritannien) als eine Möglichkeit, die Bahn-Besonderheiten einer speziellen Gruppe von langperiodischen Kometen zu erklären. Dabei nannte er eine Entfernung zur Sonne von ca. 32.000 AE (4,8 × 1012 km; knapp ein halbes Lichtjahr) und eine Umlaufzeit von 5,8 Millionen Jahren. Die Masse müsse „groß im Verhältnis zu den bekannten Planeten“ sein. Bei einer zufälligen Konfiguration der 13 untersuchten Kometen läge die Wahrscheinlichkeit für eine derartig ausgeprägte Korrelation der Bahndaten bei 0,06 %.
Unabhängig davon wurde ein solcher Planet etwa gleichzeitig von einer Gruppe um John Matese (von der University of Louisiana at Lafayette) postuliert, ebenfalls als Erklärungsmöglichkeit für statistische Auffälligkeiten der Bahndaten einer Gruppe von Kometen. Hier wird eine Entfernung von etwa 25.000 AE und eine Masse von etwa 1,5 Jupitermassen genannt.
Die Theorie wird von vielen Astronomen nicht geteilt.

## Abgrenzung zu anderen Hypothesen
Sowohl in den theoretischen Grundlagen (speziell in den damit zu erklärenden Tatsachen) als auch in den resultierenden Bahndaten unterscheidet sich die Tyche-Hypothese von anderen Hypothesen zu bisher unentdeckten Himmelskörpern im Sonnensystem, wie der Planet-Neun-Hypothese (basierend auf anderen statistischen Auffälligkeiten der Bahndaten einer anderen Himmelskörpergruppe), der Planet-X- bzw. Transpluto-Hypothese (angenommene Bahnstörung des Neptun), dem Nizza-Modell (fünfter Gasriese im frühen Sonnensystem), der Amphitrite-Hypothese (neunter Planet im frühen Sonnensystem) oder der Nemesis-Hypothese (basierend auf einer möglichen Periodizität von Massenaussterben).
Ebenfalls abgegrenzt werden muss es von der esoterischen Nibiru-These (Planet auf exzentrischer Bahn um die Sonne) da diese keine wissenschaftliche Grundlage hat.

## Nachweismöglichkeit
In den durch das Wide-Field Infrared Survey Explorer (WISE-Weltraumteleskop) gesammelten Daten konnte in einer 2014 von Kevin Luhman durchgeführten Auswertung bis zu einer Entfernung von 10.000 AE ein Objekt planetarer Masse (PMO) größer gleich Saturn und bis zu einer Entfernung von 26.000 AE ein PMO größer gleich Jupiter ausgeschlossen werden.

## Namensherkunft
Tyche (aus dem Griechischen übersetzt bedeutet es „Glück“) war die griechische Göttin des Schicksals, der glücklichen (oder bösen) Fügung und des Zufalls. Der Name wurde gewählt, um eine Verwechslung mit einer früheren Hypothese zu vermeiden, bei der die Sonne einen Begleiter namens Nemesis hat. Tyche war der Name der „guten Schwester“ der Göttin Nemesis. Erstmals benannt wurde ein solches Objekt in der Oortschen Wolke durch Davy Kirpatrick vom California Institute of Technology.

## Masse
Den Spekulationen nach hat Tyche die bis zu vierfache Masse von Jupiter und eine relativ hohe Temperatur von etwa 200 K (ca. −70 °C).